# Кревсун, Юлия Юрьевна
Юлия Юрьевна Кревсун (в девичестве Гуртовенко; род. 8 декабря 1980 года в Виннице) — украинская легкоатлетка, бегунья на средние дистанции, которая специализируется в беге на 800 м, мастер спорта международного класса. Финалистка (7 место) Олимпийских игр в Пекине и Лондоне. Спортивный тренер.

## Ранние годы
Юлия Кревсун родилась 8 декабря 1980 года в Виннице в спортивной семье. Её мать, Милитина Москвина, также бывшая бегунья на 800 метров, первый тренер Юлии, позже — тренер-преподаватель в Донецком высшем училище олимпийского резерва им. С. Бубки. Отец Юлии занимался стрельбой. Юлия пробовала свои силы в различных видах лёгкой атлетики: спортивной ходьбе, беге на 10 км, и лишь в 1997 году остановилась на беге на 800 метров.
В 1997 году Юлия вместе с семьёй переехала в Донецк, где поступила в Донецкое училище олимпийского резерва им. С. Бубки. Там она познакомилась с будущим мужем Сергеем  Кревсуном, боксёром-любителем, а в 2005 году родила сына Данила.

## Спортивная карьера
В 1999 году на своих первых крупных международных соревнованиях Юлия Кревсун получила медаль — она была второй на чемпионате Европы среди юниоров в Риге с личным рекордом 2:03.81. 2 июля 2001 года она завоевала серебро на чемпионате Украины с новым личным рекордом (2.01.97), что позволило ей принять участие в чемпионате Европы среди спортсменов в возрасте до 23 лет. В финале на 800 м Юлия была пятой с результатом 2.04.23, а в эстафете 4×400 м она в составе сборной Украины завоевала бронзу.
В следующем году Кревсун выиграла в чемпионате Украины и отобралась на чемпионат Европы по легкой атлетике 2002 в Мюнхене, однако не смогла выйти в финал. В 2003 году спортсменка вошла в состав сборной Украины на чемпионат мира по лёгкой атлетике. Однако в связи с неудовлетворительным результатом Юлия решила завершить карьеру и посвятить себя семье. 2005 году она родила сына Данила.
Через несколько лет после рождения ребёнка Юлия решила вернуться в легкую атлетику и в конце 2005 года начала снова тренироваться. После проигрыша Натальи Тобиас на чемпионате Украины в 2006 году Юлия Кревсун решила сменить тренера и начала заниматься вместе с Ириной Лищинской у её мужа Игоря Лещинского. На чемпионате Европы по лёгкой атлетике в помещении в 2007 году она не смогла пробиться в финал, однако установила личный рекорд в беге на 800 м в помещении — 2.01.04. В июле того же года Кревсун выиграла серебро на Кубке Европы, и впервые выбежала из 2-х минут: на чемпионате Украины Юлия завоевала золото и установила новый личный рекорд — 1.59.60.
На летней Универсиаде в Бангкоке она завоевала золото и показала лучший мировой результат в сезоне — 1.57.63 секунды. Однако на чемпионате мира в Японии Юлия не смогла выйти даже в полуфинал.
В 2008 году Юлия дебютировала на соревнованиях Золотой лиги в Берлине, где была второй. В Осло атлетка была четвёртой, а в Риме поднялась на третью строчку. На Олимпиаде в Пекине Юлия в полуфинале установила новый личный рекорд 1:57.32, однако в финале не смогла добраться до пьедестала и финишировала лишь седьмой с результатом 1:58.73.
В 2009 году Юлия снова выиграла Кубок Украины, а в Лейрии на Командном чемпионате Европы она показала лучший результат сезона в мире. Благодаря этим достижениям Национальный олимпийский комитет Украины признал Юлию Кревсун лучшей спортсменкой июня. На чемпионате мира 2009 года Юлия заняла четвёртую строчку в своей дисциплине с лучшим личным результатом в сезоне.
В 2010 году Юлия выступала на чемпионате мира по лёгкой атлетике в помещении, проходившем в Дохе, и на чемпионате Европы в Барселоне, однако в финал не попала. Лучшие результаты Юлия показала на этапе Бриллиантовой лиги в Гейтсхеде, где завоевала бронзу.
В 2011 году на чемпионате мира в корейском Тэгу Юлия прошла в полуфинал, однако в финальный забег не пробилась.
На лондонской Олимпиаде 2012 года выступления Юлии завершились после первого забега, где она после 400 м сошла с дистанции.
С лета 2015 года Юлия работает тренером по общефизической подготовке в футбольном клубе «Гелиос» (Харьков).